# Людина-павук: Далеко від дому
«Люди́на-паву́к: Дале́ко від до́му» (англ. Spider-Man: Far from Home) — американський супергеройський екшн про Людину-павука, персонажа коміксів видавництва Marvel Comics, спродюсований Marvel Studios і Columbia Pictures, спільно з Sony Pictures Entertainment як дистриб'ютор. Є сиквелом екранізації «Людина-павук: Повернення додому» (2017), а також двадцять третьою стрічкою в рамках кіновсесвіту Marvel (КВМ). Фільмування картини займався режисер Джон Воттс за сценарієм Кріса Маккенна та Еріка Соммерса, тоді як акторський склад включає в себе Тома Голланда в ролі Пітера Паркера / Людини-павука, а також Зендею, Марісу Томей, Джейка Джилленгола.
У жовтні 2016 почалися дискусії стосовно сиквела «Людини-павука: Повернення додому», причому дату релізу затвердили в грудні 2016. Голланд підтвердив про свою участь в липні 2017, а Воттс був підтверджений в грудні. Голланд повідомив назву фільму перед початком зйомок, які розпочалися в липні 2018 в Англії у таких місцях як Гартфордшир і Лондон.
Прем'єра стрічки в Україні відбулась 4 липня 2019 року у форматі 3D.

## Сюжет
У Ікстенко, Мексика, Нік Ф'юрі та Марія Гілл досліджують наслідки аномального урагану і стикаються з велетенською людиноподібною істотою, пізніше впізнаною як елементаль Землі. Раптом таємничим чином з'являється якийсь Квентін Бек і вступає в сутичку з елементалями. У Нью-Йорку Школа науки і технологій відновлює свою роботу, щоб знову прийняти учнів, які повернулися завдяки Брюсові Беннеру вісім місяців тому (події «Месники: Завершення»). По шкільному телебаченню двоє учнів-дикторів нагадують, що повернені учні виявились на 5 років молодшими за своїх уже вирослих однокласників і продовжують навчання. Школа організовує двотижневу літню поїздку в Європу. Пітер Паркер, все ще сумуючи за Тоні Старком, планує освідчитися у коханні однокласниці Мішель під час відвідання ними Парижу.
Паркер в костюмі Залізного павука виступає з короткою промовою на заході зі збору коштів для бездомних, організованому його тіткою Мей. Колишній охоронець Старка і куратор Паркера Геппі Гоґан повідомляє підлітка, що його для нової місії шукає Нік Ф'юрі. Проте Пітер не бажає зараз здійснювати подвиги та тікає. Пізніше на невеликій пресконференції журналісти запитують в Людини-Павука чи очолить він Месників. Розгублений Пітер тікає від натовпу.
Під час поїздки до Венеції Паркер і його друг Нед міняються місцями, в результаті Нед знайомиться з дівчиною Бетті. В той же час Паркер пропускає всі нагоди зблизитися з Мішель. По прибуттю до Італії він мало не виказує себе, бо тітка поклала до валізи костюм Людини-павук, але ніхто не вірить, що костюм справжній.
Однокласники опиняються в центрі нападу елементаля Води. Пітер не може її подолати, але знову таємничим чином прибуває Бек і знищує елементаля магією, в той час як Пітер намагається допомогти, рятуючи від падіння будинки. Розмова Пітера з Мішель про Містеріо зближує їх. Вночі Ф'юрі присипляє Неда і знаходить Паркера в готелі. Він веде Пітера до секретного штабу, де їх зустрічає Квентін Бек, якого преса вже встигла охрестити Містеріо. Бек стверджує, що елементалі, як і він сам, прибули з паралельного всесвіту, в якій знищили Землю і всю його сім'ю. Ф'юрі віддає Пітеру окуляри Старка, призначені для наступника Залізної людини. Паркер відхиляє пропозицію Ніка вступити в команду зі знищення елементалів, вирішивши продовжити поїздку з класом, але Ф'юрі таємно перенаправляє маршрут шкільної поїздки в Прагу, де, за прогнозами, через два дні останній Вогняний елементаль завдасть удару.
Дорогою до Праги Пітер виявляє в окулярах Тоні вбудований штучний інтелект І. Д. А., який має доступ до всіх баз даних Stark Industries і супутникової орбітальної зброї. Крім того, під час зупинки в австрійських Альпах агент Щ.И.Т.а передає підлітку спеціальний стелс-костюм для місії в Празі та збереження таємниці особистості. Однокласник Бред намагається осоромити Пітера перед Мішель і Паркер ненавмисне наказує супутнику атакувати автобус. Відволікши однокласників, він знешкоджує посланого з супутника дрона.
Вогняний елементаль з'являється на Празькому карнавалі, але Містеріо з допомогою Паркера знищує його. Ф'юрі та Гілл запрошують Паркера і Бека в Берлін, щоб обговорити формування нової команди супергероїв. Пітер вважає, що Старк доручив йому знайти наступника Залізної людини та передає Квентіну управління окулярами І. Д. А. Але з'ясовується, що Квентін Бек не прибулець з іншого світу, а колишній фахівець з голографічних ілюзій Stark Industries, звільнений Старком за нестабільну психіку. Квентін ображений на Тоні за нібито привласнення його винаходів. Бек очолює команду колишніх співробітників Stark Industries, незадоволених своїм звільненням. Фахівці, використовуючи бойових дронів проєкту Вільяма Ріви, симулюють атаки елементалів і сили самого Бека за допомогою технологій голографічного захоплення рухів. Квентін зі спільниками святкують здобуття контролю над Stark Industries. Він планує завоювати славу Залізної людини, рятуючи світ від фальшивих загроз.
Тим часом після битви з Вогненним елементалем Пітер вирушає в прогулянку по Празі з Мішель. Він збирається освідчитися дівчині у своїх почуттях, але вона перебиває його, кажучи, що розгадала таємницю: Пітер — це Людина-павук. Мішель показує йому уламок, обплутаний павутиною, але це виявляється проєктор, що випадково вмикається, показуючи елементаля й Містеріо. Підлітки розуміють, що Квентін шахрай і Пітер визнає, що він Людина-павук.
Режисуючи чергову ілюзію, Бек виявляє зникнення проєктора та вистежує Мішель з Пітером. Одягнувши костюм, Паркер вирушає до Берліна, де зустрічається з Ф'юрі, але бачить, що весь штаб, співробітники, Марія Гілл і сам Ф'юрі — ілюзії Містеріо. Підліток бореться з безліччю ілюзій, поки Містеріо насміхається з нього. В підсумку лиходій заманює Пітера під потяг. Пітеру вдається вціліти, але, залізши в вагон, він втрачає свідомість.
Прокинувшись в тюремній камері в Нідерландах в компанії хуліганів, Пітер зв'язується з Геппі. Разом з ним підліток летить до Лондона, куди раніше вирушили його однокласники; там же Містеріо планує свою фінальну атаку. На джеті Геппі показує Пітеру секретну мінілабораторію, яку для нього залишив Старк. Використовуючи свої знання і технології Старка, Паркер створює собі новий костюм з частин наявних. Тим часом Геппі шле Ніку закодоване повідомлення, з якого той розуміє в чому справа. На Тауерському мосту Бек організовує атаку суперелементаля, що з'єднав в собі сили всіх чотирьох істот. Містеріо прагне вбити Мішель, Неда і всіх, хто може знати його секрет. Пітер, навчившись контролювати своє павуче чуття, виводить з ладу голограму та відновлює контроль над І. Д. А. Містеріо намагається вбити його, але гине від випадкового пострілу власного дрона. Вільям Ріва тікає з рештою дронів і кресленнями. Пітер дарує Мішель прикрасу, котру придбав ще у Венеції й планував презентувати в Парижі. Повернувшись до Нью-Йорка, вони починають зустрічатися. Згодом Паркер розкриває, що Геппі зустрічається з його тіткою.

### Сцени після титрів
- У першій сцені після титрів репортер Джей Джона Джеймсон з DailyBugle.net звинувачує Людину-павука в атаках елементалів, транслюючи на екрані в центрі Нью-Йорка відеозапис останньої сутички Пітера і Містеріо, яку підробив Бек за допомогою своїх ілюзій. На записі Квентін звинувачує Паркера у своїй смерті та розкриває особистість Людини-павука.
- У другій сцені після титрів Нік Ф'юрі й Марія Гілл їдуть в машині. Раптово Гілл перетворюється в Скрулла Сорен, а Ф'юрі — в Скрулла Талоса. Виявляється, під час всієї місії скрулли за завданням Ф'юрі маскувалися під Ніка і Марію, а справжній Ф'юрі відпочиває на космічному кораблі скруллів, що летить в невідомому напрямку.

## У ролях

### Акторський склад
- Том Голланд — Пітер Паркер / Людина-павук:

Підліток, який отримав надлюдські павукоподібні здібності після укусу генетично модифікованого павука.
- Джейк Джилленгол — Квентін Бек / Містеріо:

Майстер зі спецефектів, який використовує свої таланти для створення складних ілюзій під час вчинення злочинів.
- Зендея — Мішель «ЕмДжей» Джонс:

Однокласниця Паркера.
- Джон Фавро — Геппі Гоґан:

Колишній глава служби безпеки «Старк Індастріс» і водій та охоронець Тоні Старка.
- Маріса Томей — Мей Паркер:

Тітка Пітера.
- Семюел Л. Джексон — Нік Ф'юрі:

Колишній директор Щ.И.Т.а, який завербував Месників.
- Кобі Смолдерс — Марія Гілл:

Колишній високопоставлений агент Щ. И. Т.а, яка тісно співпрацює з Ніком Ф'юрі.
На додаток, Джейкоб Баталон, Тоні Револорі, Анґурі Райс та Гемкі Мадера в ролях Неда, кращого друга Паркера, Юджина «Флеша» Томпсона, який полюбляє глузувати з Паркера, однокласницю Паркера Бетті Брант, і містера Делмара, власника місцевої крамниці, зруйнованої у першому фільмі, відповідно. Нуман Акар у ролі Димитрія, Мартін Старр у ролі містера Гаррінґтона і камео Бена Мендельсона у ролі Талоса.

### Український дубляж
- Дистриб'ютор — B&H Film Distribution
- Студія дубляжу — LeDoyen
- Режисери дубляжу — Анна Пащенко
- Перекладач — Олег Колесніков
- Ролі дублювали:
  - Пітер Паркер / Людина-павук — Руслан Драпалюк;
  - Квентін Бек / Містеріо — Дмитро Сова;
  - Мішель / Ем-Джей — Анастасія Жарнікова;
  - Нед — Валентин Музиченко;
  - Геппі — Євген Пашин;
  - Бетті — Вероніка Лук'яненко;
  - І. Д.А — Ольга Гриськова;
  - Мей — Ірина Мельник;
  - Нік Ф'юрі — Олександр Шевчук;
  - Тоні Старк / Залізна людина — Олег Лепенець;

## Виробництво

### Розробка
У червні 2016, голова Sony Pictures Том Ротман заявив, що Sony і Marvel Studios сповнені рішучості для створення майбутніх фільмів про Людину-павука після «Людини-павука: Повернення додому». Наступного місяця, президент Marvel Studios Кевін Файгі сказав, що в тому разі якщо будуть зроблені наступні картини, ранньою ідеєю для них, яку мали Marvel, було слідувати моделі серії фільмів про Гаррі Поттера, з сюжетом, котрий буде охоплювати новий навчальний рік, тоді як другий фільм має намір охопити перший рік Паркера у вищій школі. У жовтні 2016, Голланд повідомив про початок обговорень стосовно другого фільму, включаючи міркування щодо лиходія. У грудні, після успішного випуску першого трейлера «Повернення додому», Sony запланували реліз сиквела на 5 липня 2019.
У червні 2017 було повідомлено, що Sony використають у фільмі ще одного персонажа, правами на якого володіють Marvel Studios, так, як це зробили з Залізною людиною у «Поверненні додому». Файгі заявив, що Marvel і Sony «тільки починаючи затверджувати наші плани» стосовно фільму, і, на його думку, поява Людини-павука у фільмах «Месники: Війна нескінченності» та «Месники: Завершення» «запустить його у дуже новий кіновсесвіт в цей момент», подібно до того, як «Перший месник: Протистояння» «поінформував все у „Поверненні додому“». Marvel та Sony прагнули до того, щоб режисер «Повернення додому» Джон Воттс повернувся для сиквела, і за словами Файгі «це точно є наміром», тоді як Паскаль наголосила, що «було б божевільним» знову не запросити Воттса. Своєю чергою, Воттс сказав, що має контракт на два фільми. Крім того, Файгі зауважив, що фільм буде називатися подібно до «Повернення додому», використовуючи новий підзаголовок, тобто не буде мати «2» у назві. Він також заявив, що фільмування, як очікується, розпочнеться у квітні або травні 2018. Паскаль зазначила, що фільм почнеться через «кілька хвилин» після завершення «Месників 4». Як і у «Поверненні додому», Файгі заявив, що лиходій фільму буде одним з тих, які ще не з'являлися у минулих екранізаціях павучого героя. У липні 2017, Воттс вів переговори зі студіями щодо повернення для сиквела, а Маріса Томей висловила інтерес до повторення ролі тітки Мей з попереднього фільму.

### Підготовка
В кінці серпня 2017, коли фільм увійшов в стадію пре-продакшну, Кріс Маккенна та Ерік Соммерс, двоє зі сценаристів «Повернення додому», провели остаточні переговори стосовно написання сценарію сиквела. На початку жовтня 2017, Джейкоб Баталон підтвердив, що повторить роль Неда у фільмі. У грудні, Файгі підтвердив, що Воттс повернеться для зйомок сиквела. У лютому 2018 було повідомлено, що Зендея повторить свою роль Мішель «ЕмДжей» Джонс. Наприкінці квітня, зйомки планували розпочати на початку липня 2018, тоді як Файгі відзначив, що зйомки відбудуться у Лондоні, замість Атланти, як у першому фільмі. За словами Файгі, одна з причин цього полягає в тому, що велика частина фільму відбуватиметься навколо світу, за межами Нью-Йорка. Наступного місяця, Джейк Джилленгол вступив у переговори щодо ролі Містеріо; Маккенна і Соммерс також були підтверджені як сценаристи фільму. У кінці червня, Голланд повідомив, що фільм матиме назву «Людина-павук: Далеко від дому», а Джилленгол був підтверджений на свою роль. Файгі пояснив, що існувала можливість витоку назви після початку зйомок, тому вони вирішили розкрити її самі. Він порівняв назву з «Поверненням додому» в тому, що вона має «повне альтернативне значення», продовжуючи використання слова «дім», і пояснив, що фільм зосереджений на Паркері та його друзях, які їдуть до Європи на літні канікули.

### Фільмування
Зйомки розпочалися 2 липня 2018 в Гартфордширі, Англія, під робочою назвою «Осінь Джорджа» (англ. Fall of George). Фільмування також відбуваються в Лондоні, включаючи східну частину міста. Незабаром після початку зйомок, закадрові фотографії показали, що Гемкі Мадера повторить свою роль містера Далмара, власника місцевої крамниці, тоді як Джей Бі Смув і Нуман Акар також отримали ролі. В серпні, Кобі Смолдерс та Семюел Л. Джексон були підтверджені на ролі Марії Гілл і Ніка Ф'юрі з колишніх фільмів КВМ. У вересні зйомки проходили у Празі та Лібереці у Чехії, та до кінця місяця переїхали до Венеції. Згодом, на початку жовтня, зйомки фільму переїхали у Нью-Йорк, до офіційного завершення знімального процесу, який відбувся 16 жовтня 2018 року.

## Музика
У жовтні 2018 року було підтверджено, що композитор попередньої частини, Майкл Джаккіно, повернеться на свій пост для Далеко від дому. Як і перший фільм, саундтрек включає інструментальну версію музики з мультсеріалу 1960-х років «Людина-павук».
Spider-Man: Far From Home (Original Motion Picture Soundtrack) — це альбом музикальних композицій з фільму Людина-павук: Далеко від дому від Columbia Pictures / Marvel Studios, які були написані Майклом Джаккіно. Музичні композиції в альбомі були випущені Sony Classical 28 червня 2019 року.
| Список композицій альбому Spider-Man: Far From Home (Original Motion Picture Soundtrack) | Список композицій альбому Spider-Man: Far From Home (Original Motion Picture Soundtrack) | Список композицій альбому Spider-Man: Far From Home (Original Motion Picture Soundtrack) |
| #                                                                                        | Назва                                                                                    | Тривалість                                                                               |
| ---------------------------------------------------------------------------------------- | ---------------------------------------------------------------------------------------- | ---------------------------------------------------------------------------------------- |
| 1.                                                                                       | «Far From Home Suite Home»                                                               | 8:27                                                                                     |
| 2.                                                                                       | «It’s Perfect»                                                                           | 0:30                                                                                     |
| 3.                                                                                       | «World’s Worst Water Feature»                                                            | 7:30                                                                                     |
| 4.                                                                                       | «Multiple Realities»                                                                     | 3:32                                                                                     |
| 5.                                                                                       | «Brad to the Drone»                                                                      | 3:32                                                                                     |
| 6.                                                                                       | «Change of Plans»                                                                        | 2:28                                                                                     |
| 7.                                                                                       | «Night Monkey Knows How to Do It»                                                        | 0:19                                                                                     |
| 8.                                                                                       | «Mr. One Hundred and One»                                                                | 3:20                                                                                     |
| 9.                                                                                       | «Prague Rocked»                                                                          | 3:43                                                                                     |
| 10.                                                                                      | «Who’s Behind Those Foster Grants»                                                       | 2:57                                                                                     |
| 11.                                                                                      | «Power to the People»                                                                    | 3:33                                                                                     |
| 12.                                                                                      | «Personal Hijinks»                                                                       | 3:53                                                                                     |
| 13.                                                                                      | «Praguenosis: BAD»                                                                       | 1:08                                                                                     |
| 14.                                                                                      | «A Lot of ‘Splaining to Do»                                                              | 2:14                                                                                     |
| 15.                                                                                      | «The Magical Mysterio Tour»                                                              | 3:21                                                                                     |
| 16.                                                                                      | «Taking the Gullible Express/ Spidey Sensitive»                                          | 5:07                                                                                     |
| 17.                                                                                      | «Gloom and Doom»                                                                         | 4:16                                                                                     |
| 18.                                                                                      | «High and Flighty»                                                                       | 2:20                                                                                     |
| 19.                                                                                      | «An Internal Battle»                                                                     | 1:50                                                                                     |
| 20.                                                                                      | «Happy Landings»                                                                         | 2:58                                                                                     |
| 21.                                                                                      | «Tower of Cower»                                                                         | 5:12                                                                                     |
| 22.                                                                                      | «Bridging the Trap»                                                                      | 1:58                                                                                     |
| 23.                                                                                      | «Bridge and Love’s Burning»                                                              | 2:50                                                                                     |
| 24.                                                                                      | «Swinging Set»                                                                           | 1:47                                                                                     |
| 25.                                                                                      | «And Now This…»                                                                          | 0:58                                                                                     |
| 1:19:00 (79 хвилин)                                                                      |                                                                                          |                                                                                          |

Посилання
- Spider-Man: Far From Home (Original Motion Picture Soundtrack) [Архівовано 3 липня 2019 у Wayback Machine.] на Apple Music
- Spider-Man: Far From Home (Original Motion Picture Soundtrack) на Google Play
- Spider-Man: Far From Home (Original Motion Picture Soundtrack) [Архівовано 22 жовтня 2021 у Wayback Machine.] на Amazon.com
- Spider-Man: Far From Home (Original Motion Picture Soundtrack) [Архівовано 3 липня 2019 у Wayback Machine.] на Spotify

## Випуск
Прем'єра фільму в США відбулася 2 липня 2019.

### Рекламна кампанія
У зв'язку з тим, що Паркер помирає наприкінці фільму «Месники: Війна нескінченності» і, ймовірно, не воскресне до виходу «Месники: Завершення» у квітні 2019, Жермен Люссер з io9 зазначив, що Sony повинні почати маркетинг «Далеко від дому» лише за два місяці до його випуску або викрити той факт, що персонаж воскресне для загальної аудиторії, яка може не розуміти, що це станеться в наступному фільмі про Месників. На думку Люссера буде взятий останній підхід, тоді як представники Sony заявили, що студія працюватиме з Marvel, щоб «продумати стратегію стосовно Людини-павука».
8 грудня 2018 року перший трейлер фільму був ексклюзивно показаний на панелі Sony під час CCXP у Бразилії, під час нього Голланд і Джилленгол були присутні для реклами фільму. Кадри не розкривали таємниці події «Війна нескінченності» або її продовження, а Стівен Вайнтрауб з Collider описав його як продовження лише «всесвіту(історії серії) Людини-павука».
6 травня 2019 року, у США та Великій Британії були відкриті передпродажі на квитки фільму. Того ж дня, український дистриб'ютор оголосив, що найближчим часом деякі мережі кінотеатрів в Україні так само відкриють продажі квитків.

#### Промо-матеріали у мережі
- Постери:

1. Тизер-постер було опубліковано 15 січня 2019 року.[46]
2. Три постери було опубліковано 26 березня 2019 року (перший повноцінний та два міжнародних).[47]

- Трейлери:

1. Дебютний трейлер та міжнародний тизер були опубліковані у мережі 15 грудня 2019 року.
2. Новий трейлер було опубліковано у мережі 6 травня 2019 року.

## Сприйняття

### Касові збори
Станом на 21 липня 2019 року «Людина-павук: Далеко від дому» зібрав $319,7 млн у Сполучених Штатах і Канаді та $651,1 млн в інших країнах, загалом у світі — ;970,8 млн. За три тижні до свого внутрішнього випуску офіційне відстеження промисловості отримало фільм вартістю близько 170 мільйонів доларів за шість днів його відкриття. Деякі з них досягали 200 мільйонів доларів, інші — консервативні 165 мільйонів доларів; Sony прогнозує дебют на $154 млн. До тижня випуску оцінки знизилися до $140 мільйонів, причому студія очікувала $120 мільйонів. Прокат йшов у 4634 театрах (другий за весь час за Месники: Завершення), «Далеко від дому» зробив у вівторок рекорд на $39,3 мільйона, у тому числі близько 2–3–3 мільйони від північних попередніх переглядів у близько 1000 театрах. Потім він склав 27 мільйонів доларів на другий день, найкращий в середу брутто для фільму КВМ, і $25,1 мільйона на 4 липня, другий за величиною колись загальний для свята за Трансформери ($29 мільйонів у 2007 році). У його вихідні каса фільму склала $92,6 млн, і в цілому $185,1 млн. За 6-денний кадр, перевищивши $180 млн. У свій другий вихідний каса фільму склала $45,3 млн, Знову перевищивши касу з 51 % зниженням від першого тижня; нижче, ніж 62 % зниження Повернення додому у своєму другому вік-енді. Далеко від дому зібрав 21 мільйон доларів у свій третій вік-енд, але був скинутий новим королем Левом.

### Відгуки
На сайті Rotten Tomatoes, фільм має 90 % рейтингу за результатами 391 відгуку, середня оцінка 7.45 / 10. Консенсус читачів на сайті критиків говорить: «Бриззивно непередбачувана суміш підлітків, романтики та супергероїв, Людина-павук: Далеко від дому, стильно ставить основу для наступної ери КВМ». Metacritic, який використовує середньозважений показник, присвоїв фільму 69 зі 100 балів на основі 55 критиків, що вказує на «загалом сприятливі відгуки». Глядачі, опитані CinemaScore, дали фільму середню оцінку «A» за шкалою A + F, тоді як у PostTrak вона отримала загальний позитивний бал у 90 % і «певну рекомендацію» 76 %.

## Триквел
У квітні 2017 року було оголошено про запланований потенційний третій фільм. Також у квітні, Голланд заявив, що фільм буде відбуватися у старшій школі Паркер. У липні 2019 року Кевін Файгі заявив, що третій фільм буде представляти «історію Пітера Паркера, яка ніколи раніше не була показана» на основі сцен після титрів другого фільму. У вересні 2019 року студії Marvel і Sony Pictures оголосили, що мають намір створити третій фільм, після тупику між двома компаніями під час переговорів. Воттс повернувся в крісло режисера зі сценарію МакКенни та Соммерса. Голланд, Зендая, Томей, Баталон і Револорі повторюють свої ролі, у той час, як Бенедикт Камбербетч повторює свою роль як Доктор Стрендж, Джеймі Фокс і Ендрю Гарфілд повторюють свої ролі як Електро та Пітер Паркер / Людина-павук з фільму «Нова Людина-павук» Вебба, Альфред Моліна і Кірстен Данст повторюють свої ролі доктора Восьминога та Мері Джейн Вотсон із трилогії Смена Реймі «Людина-павук». Показ фільму запланований на 17 грудня 2021 р. у США.